# Volcas arecómicos

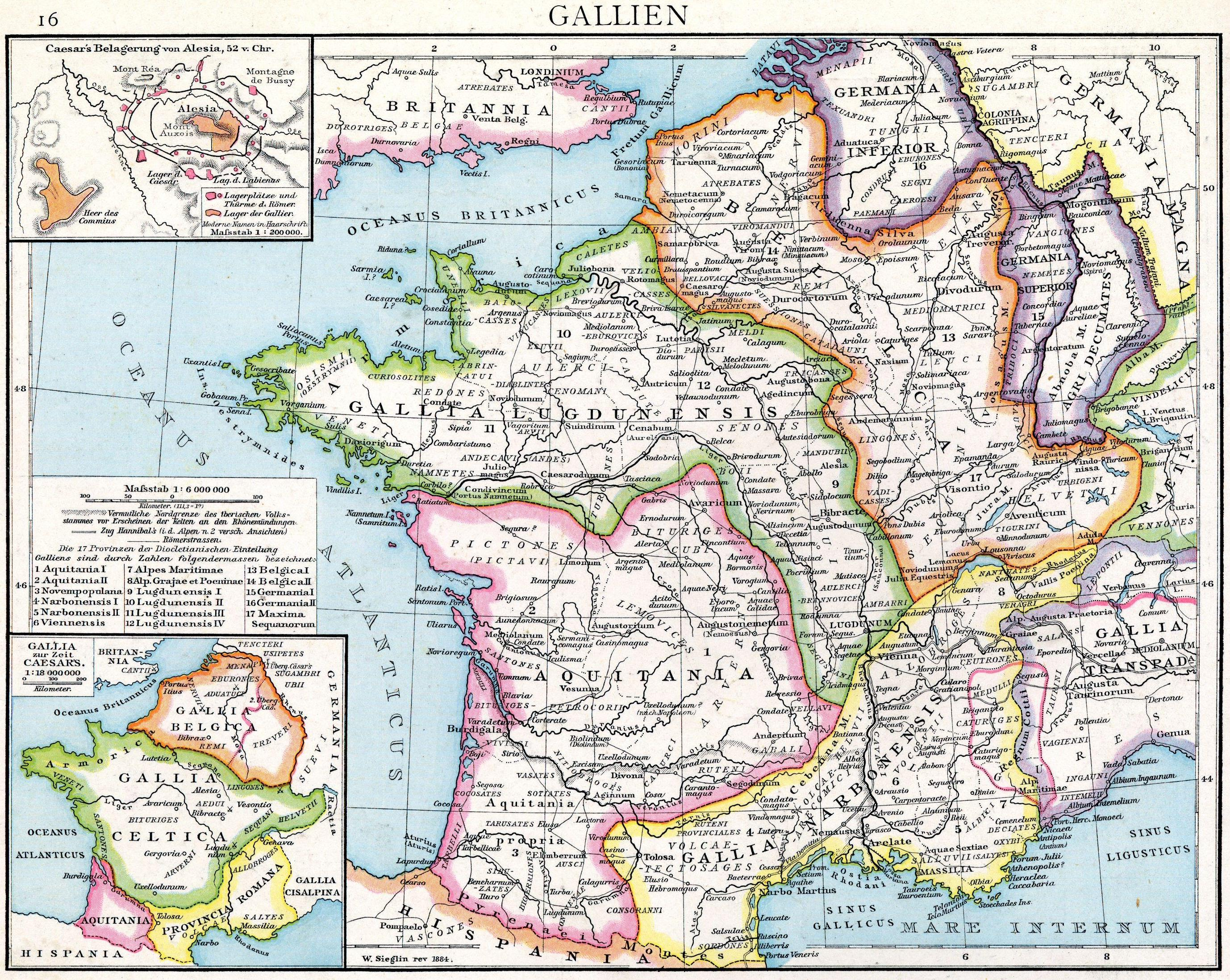
Antiguo mapa histórico de la Galia bajo dominación romana, extraído del Atlas Histórico de Droysen, 1886

Los volcas arecómicos (en latín, Volcae Arecomici; Οὐόλκαι Ἀρικόμιοι de la Geografía de Ptolomeo ii), según Estrabón, fueron una de las dos tribus de galos volcas en que se dividió este pueblo, procedente del valle del Danubio y establecido en el siglo III a. C. en la región entre el Rosellón y el Ródano. Residían en la parte occidental del Ródano inferior. La otra tribu llevaba el nombre de volcas tectósages.
Su metrópolis estaba en Narbo (Narbona): «Se habla de Narbo como la base naval de estos pueblos en exclusiva, aunque sería más adecuado añadir "y del resto de la Céltica", tan grandemente que ha sobrepasado al resto en el número de gente que lo usan como un centro comercial». No estaban solos a la hora de ocupar su territorio, con su capital en Nemausus (Nimes).
Los volcas arecómicos por decisión propia se rindieron a la República Romana en el año 121 a. C., después de que ocuparan la provincia romana de la Galia Narbonense (la región alrededor de lo que hoy es Narbona), la parte meridional de la Galia Transalpina. Celebraban sus asambleas en el bosque sagrado de Nemauso, lo que actualmente es Nimes. Fueron romanizados a partir del 120 a. C.
En la época romana, los volcas arecómicos ocuparon el distrito entre el río Garona (Garumna), los Cevenas (Cebenna mons), y el río Ródano;, correspondiéndose aproximadamente con la provincia romana de la Galia Narbonense. En la Galia se dividieron en dos tribus en regiones ampliamente separadas, los arecómicos al este, viviendo entre los ligures, y los tectósages (cuyo territorio incluía el de los tolosates) al oeste, viviendo entre los aquitanos; los territorios estaban separados por el río Hérault (Arauris) o una línea entre el río Hérault y el río Orbe (Orbis).